# Федеральні збори Німеччини
Федеральні збори Німеччини — орган державної влади ФРН, який формується для виборів Федерального президента. Збираються для виборів Федерального президента Німеччини кожні п'ять років, або протягом 30 днів з моменту дострокового припинення повноважень обраного президента. До Федеральних зборів входять усі члени Бундестагу і така ж кількість депутатів від 16 земель, які обираються земельними парламентами (ландтагами), але не обов'язково є їхніми членами.